# Jamie Mole
James Mole – detto Jamie – (Newcastle upon Tyne, 1º giugno 1988) è un ex calciatore inglese, di ruolo attaccante.